# Emmett O’Donnell Jr.

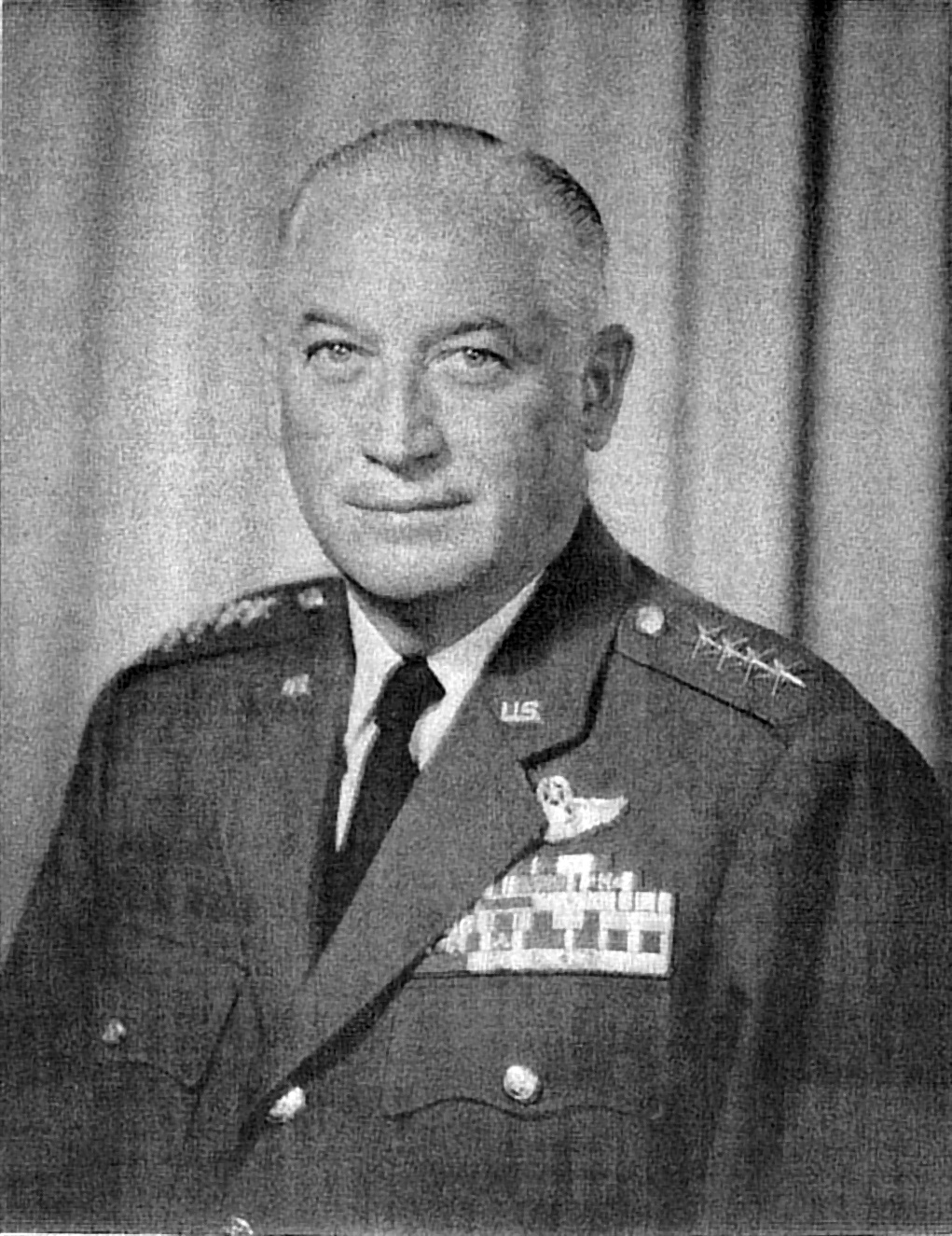
Emmett O’Donnell Jr. (1962)

Emmett O’Donnell Jr. (* 15. September 1906 in Brooklyn, New York City, New York; † 26. Dezember 1971 in McLean, Fairfax County, Virginia) war ein General der United States Air Force. Er war unter anderem Kommandeur der Pacific Air Forces.
Er war ein Sohn von Emmett O’Donnell Sr. (1882–1960) und dessen Frau Veronica Tobin (1884–1958). In den Jahren 1924 bis 1928 durchlief er die United States Military Academy in West Point. Nach seiner Graduation wurde er als Leutnant der Infanterie zugeteilt. In der Armee bzw. ab 1947 in der Luftwaffe durchlief er anschließend alle Offiziersränge vom Leutnant bis zum Vier-Sterne-General.
Emmett O’Donnell Jr. absolvierte eine Pilotenausbildung und wechselte entsprechend von der Infanterie zum damaligen United States Army Air Corps. In den 1930er Jahren war er über sechs Jahre als Pilot auf der Selfridge Basis in Michigan stationiert. Dort war er zeitweise Pilot für den militärischen Luftpostdienst. Dann wurde er auf den damaligen Mitchell Flugplatz, aus dem die heutige Mitchell Air Force Base hervorging versetzt. Diese Basis befindet sich auf Long Island. Im Jahr 1939 absolvierte er die Air Corps Tactical School auf dem damaligen Maxwell Air Field in Alabama. Im Februar 1940 wurde er nach Hawaii versetzt, wo er eine Schwadron der 11th Bombardment Group kommandierte.
Nach dem japanischen Angriff auf Pearl Harbor am 7. Dezember 1941 und dem damit verbundenen Eintritt der Vereinigten Staaten in den Zweiten Weltkrieg wurde O’Donnell mit seiner Schwadron auf die Philippinen versetzt. Dort übernahm er das Kommando über die 19. Bombergruppe (19th Bombardment Group). Er war als Kampfpilot und als Kommandeur an den Kämpfen um die Philippinen beteiligt und musste sich mit seiner Einheit nach der japanischen Besetzung des Landes von dort zurückziehen. Danach diente er als Stabsoffizier bei der Far East Air Force und dann bis zum März 1943 bei der neu aufgestellten 10. Luftflotte (Tenth Air Force), die vor allem auf dem Kriegsschauplatz China-Burma-Indien eingesetzt war.
Zwischen April 1943 und März 1944 war O’Donnell Stabsoffizier im Hauptquartier der United States Army Air Forces, die im Jahr 1941 aus dem Army Air Corps hervorgegangen waren. Seit Juli 1943 leitete er dort ein Beratergremium des Kommandeurs Henry H. Arnold (Chief of the Advisory Council to the Commanding General of the US Army Air Forces). Im März 1944 wurde er nach Saipan versetzt, wo er bis zum September 1945 das 73. Bombergeschwader (73rd Bombardment Wing) kommandierte. Dabei flogen seine Flugzeuge unter anderem Angriffe auf das japanische Mutterland.
Anschließend wurde er zum Air Materiel Command versetzt, das zunächst noch als Air Technical Service Command bezeichnet wurde. Dort gehörte er zwischen November 1945 und August 1946 als Deputy Chief of the Engineering Division dessen Stab an. Danach wurde er Presseoffizier (Director of Information) im Hauptquartier der US Army Air Forces. Im Jahr 1947 wurde O’Donnell in die neu gegründete United States Air Force übernommen. Bis Januar 1948 arbeitete er in deren Hauptquartier in der Abteilung für öffentliche Beziehungen (Deputy Director of Public Relations). Danach war er bis zum September 1948 Mitglied einer amerikanisch-kanadischen Verteidigungskommission. Gleichzeitig gehörte er ähnlichen Kommissionen für die Staaten Brasilien und Mexiko an.
Zwischen Oktober 1948 und Juli 1950 und nochmals von Januar 1951 bis April 1953 kommandierte O’Donnell die 15. Luftflotte, mit der er im Koreakrieg eingesetzt wurde. Zwischen diesen beiden Amtszeiten kommandierte er in Japan das Far Eastern Bomber Command. In den Jahren 1953 bis 1959 leitete er die Stabsabteilung für Personal (G1) im Hauptquartier der Luftwaffe. Am 1. August 1959 erhielt er als Nachfolger von Laurence S. Kuter das Kommando über die Pacific Air Forces, deren Hauptquartier sich auf der Hickam Air Force Base in Hawaii befand. Dieses Kommando bekleidete er bis zum 1. August 1963 als Jacob E. Smart seine Nachfolge antrat. Gleichzeitig schied O’Donnell aus dem aktiven Militärdienst aus.
Im Jahr 1964 wurde er Präsident der gemeinnützigen Organisation United Service Organizations (USO). Der seit 1930 mit Lorraine Muller (1910–1977) verheiratete Offizier starb am 26. Dezember 1971 in McLean in Virginia und wurde auf dem Friedhof der United States Air Force Academy in Colorado Springs beigesetzt.

## Orden und Auszeichnungen
Emmett O’Donnell erhielt im Lauf seiner militärischen Laufbahn unter anderem folgende Auszeichnungen:
- Distinguished Service Cross
- Army Distinguished Service Medal
- Air Force Distinguished Service Medal
- Silver Star
- Legion of Merit
- Distinguished Flying Cross
- Air Medal
- Presidential Unit Citation
- American Defense Service Medal
- American Campaign Medal
- Asiatic-Pacific Campaign Medal
- World War II Victory Medal
- National Defense Service Medal
- Korean Service Medal

Hinzu kommen noch einige ausländische Orden unter anderem aus Großbritannien, Südkorea und den Philippinen.